# Манастир Тврдош
Манастир Тврдош се налази недалеко од Требиња у Републици Српској. Манастир је сједиште Захумско-херцеговачке и приморске епархије.

## Историја
Манастир Тврдош је подигнут на темељима једне црквице која датира из 4. вијека послије Христа, пре времена када су Срби као народ примили хришћанство, што само говори о традицији и дуговјечности хришћанства на просторима Херцеговине. Темељи те цркве се могу видети у манастиру, јер је део пода манастира одрађен у стаклу тако да се кроз те „прозоре“ на поду виде темељи прастаре цркве.
Тврдош са рушевинама старог манастира лежи на кршевитој узвисини тик до цесте која из Требиња води у Љубиње. Манастир Тврдош подигнут је око 1509, а 1517. украсио га је фреско-сликама дубровачки живописац Вице Ловров. У другој половини 16. и 17. вијеку живјели су у Тврдошу херцеговачки митрополити. Одатле потиче име Требињској епархији.
У сукобу са Турцима разорише Тврдош Млечани 1694. године. Одмах првих година 18. вијека било је неколико покушаја да се обнови разорени манастир. У том настојању истакао се митрополит Нектарије и игуман Исаије.

## Градитељство манастира
По остацима манастира се види да је Тврдош био спреман и за одбрану од нападача. Зато је био изграђен чврст зид око манастира. У унутрашњости могу се у рушевинама разабрати темељи старе цркве. То је била базилика са три брода. Два побочна брода нешто су краћа од средњега, који је нартексом продужен на западну страну. Данашња црква је подигнута 1928. године захваљујући великом ктитору Николи Руњевцу, Требињцу из Америке. Осветили су је исте године на дан Св. Василија Острошког Чудотворца (12. маја) епископ захумско-херцеговачки Јован и епископ захумско-рашки Нектарије.
У манастиру Тврдош подвизавао се Свети Василије Острошки, чудотворац и један од светитеља Српске православне цркве.

## Галерија
- Манастир Тврдош, 2021
- Манастир Тврдош, 2021
- Манастир Тврдош, 2021
- Манастир Тврдош, 2021
- Манастир Тврдош, 2021
- Манастир Тврдош, 2021
- Манастир Тврдош, 2021
- Манастир Тврдош, 2021
- Манастир Тврдош, 2021
- Манастир Тврдош, 2021
- Манастир Тврдош, 2021
- Манастир Тврдош, 2021
- Манастир Тврдош, 2021
- Манастир Тврдош, 2021
- Манастир Тврдош, 2021
- Манастир Тврдош, 2021